# Francois Pienaar
Jacobus François Pienaar (Vereeniging, 2 de enero de 1967) es un exjugador sudafricano de rugby que se desempeñaba como flanker.
Pienaar jugó con los Springboks durante tres años liderando a su selección en 29 partidos. Fue capitán en Sudáfrica 1995, la primera participación mundialista de los Springboks, donde se consagró campeón del Mundo. Desde 2005 es miembro del Salón de la Fama del rugby.

## Biografía
Pienaar, hijo mayor de cuatro hermanos, nació en una familia afrikáner de clase trabajadora. Después de completar la escuela secundaria en Johannesburgo, obtuvo una beca deportiva para la Universidad Rand Afrikaans, donde estudió Derecho. Se formó deportivamente en el Transvaal Rugby Union (hoy conocido como Golden Lions), equipo de rugby con sede en Johannesburgo, en 1989. 
En 1993, Transvaal ganó el Super 10, la Currie Cup y la Lion Cup con Pienaar como capitán. En 1994, el equipo retuvo la Currie Cup y los Springboks alcanzaron asimismo algunas victorias memorables. Pienaar fue elegido jugador internacional del año por la revista Rugby World.
En 1996 emigraría al rugby inglés para jugar en Saracens junto con Philippe Sella y obtener en 1998 la única Copa del club. Se retiró en 2000.
En el año 2002 Pienaar regresó a Ciudad del Cabo, (Sudáfrica), donde vive con su esposa Nerine y sus dos hijos, uno de los cuales tenía a Nelson Mandela como padrino.

### Selección nacional
Debutó en la selección nacional el 26 de junio de 1993 ante Francia, donde fue nombrado capitán por el retiro de Naas Botha en 1992. Se mantuvo en el cargo hasta que fue expulsado por el técnico del seleccionado en 1996 tras los malos resultados en el Tres Naciones. Sigue siendo uno de los más exitosos capitanes de los Springboks de todos los tiempos.

## Participaciones en Copas del Mundo
La Copa Mundial de Rugby de 1995, era el debut de la selección de Sudáfrica en una Copa del Mundo, después de impedírsele la participación en las dos primeras ediciones por el apartheid. El país se encontraba en transición, tras el derrumbe del apartheid y la llegada de Nelson Mandela a la presidencia del país en mayo de 1994. Mandela dio todo su apoyo a los Springboks, que en aquel momento solo contaban con un jugador de raza negra, Chester Williams y los Springboks fueron vistos como representantes de toda Sudáfrica, despertando un fuerte nacionalismo en los sudafricanos, a medida que el equipo avanzaba en el torneo.
Los Springboks inauguraron el mundial frente a los campeones vigentes, los Wallabies, ganando 27-18. Le seguirían victorias frente a Rumania y Canadá para ganar el grupo. En cuartos de final enfrentarían a Samoa ganando cómodamente y derrotando a Les Blues 19-15 en semifinales. Finalmente jugaron la final contra los All Blacks, quiénes eran claros favoritos por el tremendo desempeño en el torneo y con jugadores como Andrew Mehrtens y principalmente Jonah Lomu en sus filas. La final se disputó en el estadio Ellis Park de Johannesburgo, es recordada por el acercamiento de los Springboks durante el Haka y por ser la primera vez en un mundial, que se jugó un tiempo extra. En un partido muy parejo que finalizó en un empate a 12 y de mucha tensión, los tres puntos del drop de Joel Stransky dieron la victoria sudafricana en tiempo suplementario, 15-12.
Tras el partido Pienaar dejó en claro en una entrevista a pie del campo, que el equipo había ganado el trofeo no solo para los 60 000 aficionados presentes en el Ellis Park, sino para los 43 millones de sudafricanos. Nelson Mandela, vestido con una camiseta de los Springboks con el número 6 (el número de Pienaar), que había portado durante el encuentro, le hizo entrega de la Copa Webb Ellis.
| Mundial                       | Sede      | Resultado | PJ | Tries |
| ----------------------------- | --------- | --------- | -- | ----- |
| Copa Mundial de Rugby de 1995 | Sudáfrica | Campeón   | 6  | 0     |

## El factor humanoeInvictus
En 2008 el escritor John Carlin publicó su novela El factor humano (Playing the enemy), la cual cuenta los contactos entre Pienaar y el presidente Nelson Mandela y cómo la victoria de los Springboks logró unir al pueblo sudafricano. En 2009 se estrenó una película basada en dicho libro, Invictus, que fue dirigida por Clint Eastwood y en la cual François Pienaar fue interpretado por Matt Damon.